# Euplectes capensis
Euplectes capensis là một loài chim trong họ Ploceidae.

## Hình ảnh

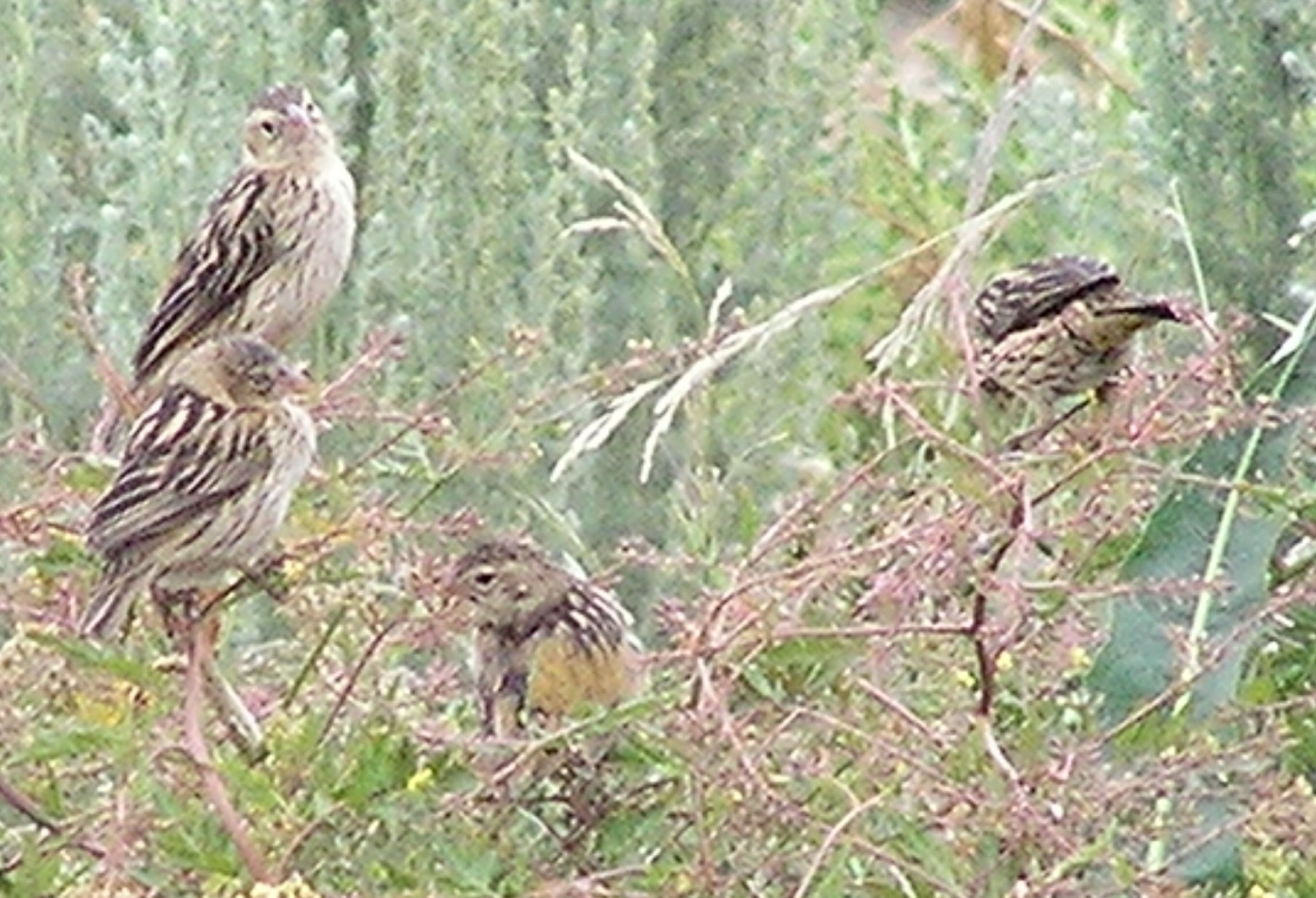
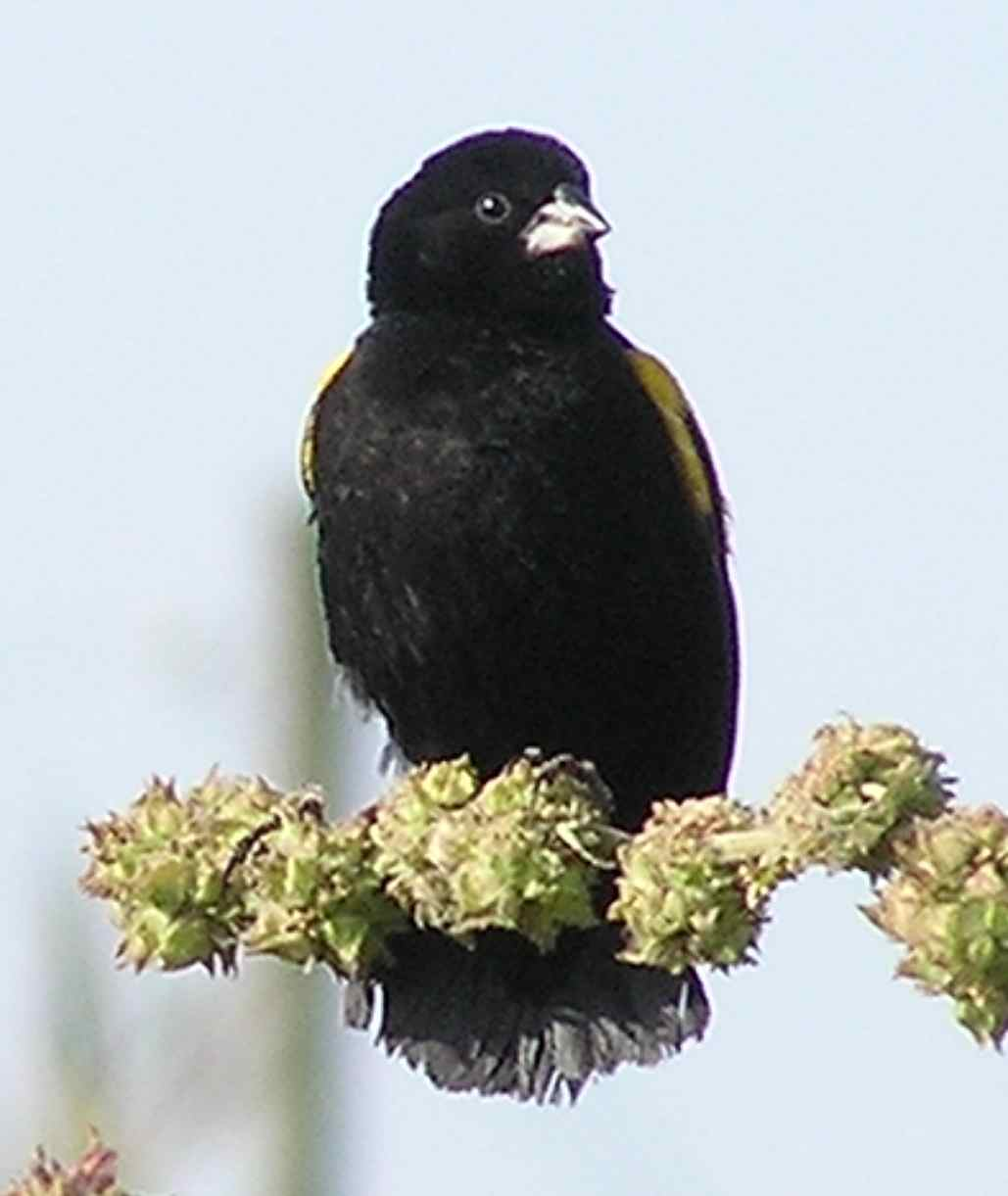
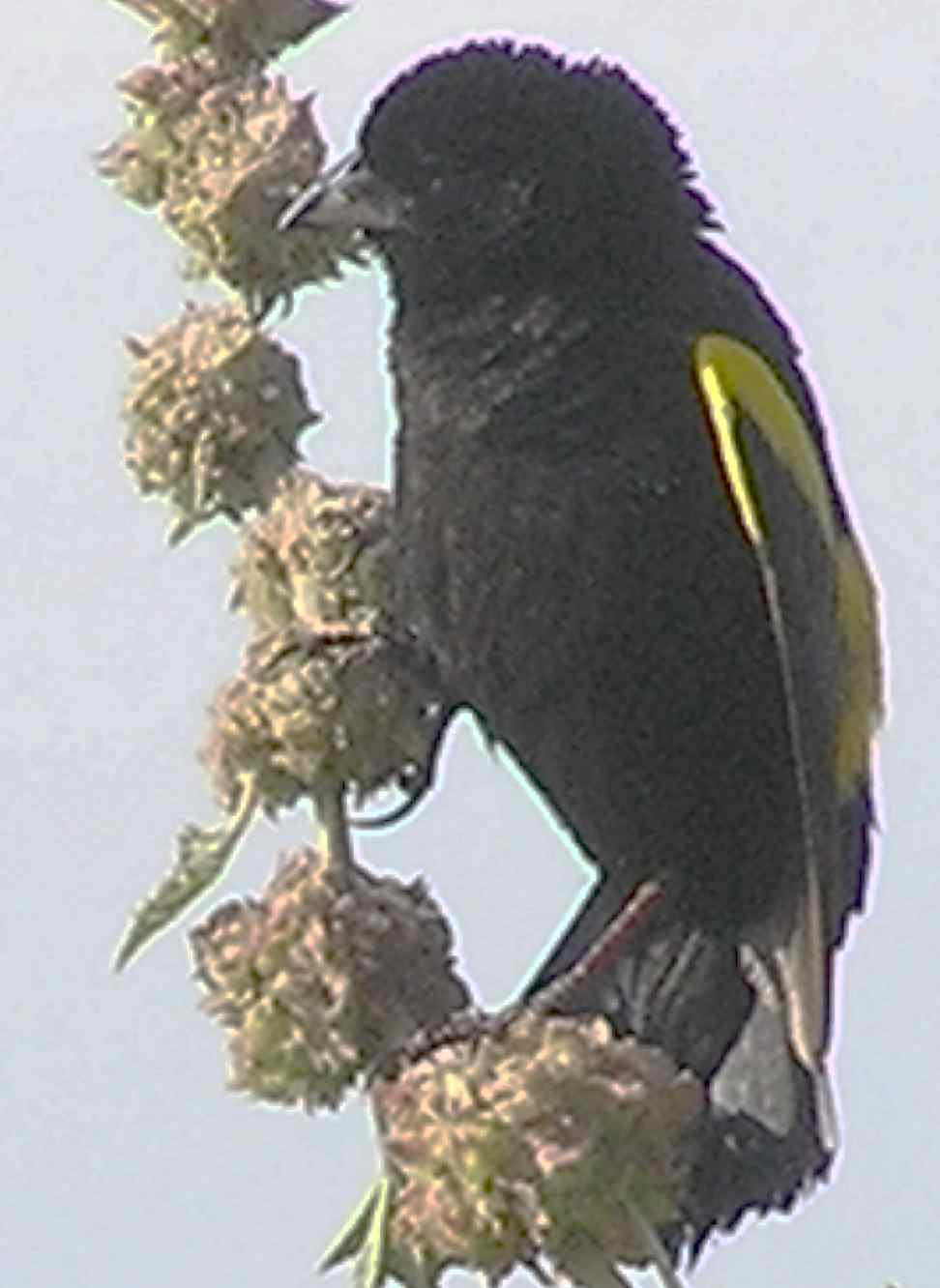